# Рябов, Никита Петрович
Никита Петрович Рябов (1861 — ?) — крестьянин, депутат Государственной думы II созыва от Рязанской губернии.

## Биография
Крестьянин деревни Малышкино Касимовского уезда Рязанской губернии. Грамоте был обучен в домашних условиях. Запасный старший писарь. Служил урядником (8 лет) и приказчиком в имении[каком?] (3 года). Земский гласный и волостной судья. Занимался земледелием и торговлей.
8 февраля 1907 избран в Государственную думу II созыва от общего состава выборщиков Рязанского губернского избирательного собрания. По одним сведениям вошёл в состав Конституционно-демократической фракции, по другим в Думе оставался «беспартийным прогрессистом».
Дальнейшая судьба и дата смерти неизвестны.

### Архивы
- Российский государственный исторический архив. Фонд 1278, Опись 1 (2-й созыв). Дело 353; Дело 566. Лист 16.